# Hoài Đức, Lâm Hà
Hoài Đức là một xã thuộc huyện Lâm Hà, tỉnh Lâm Đồng, Việt Nam.

## Địa lý
Xã Hoài Đức có vị trí địa lý:
- Phía đông giáp xã Tân Hà
- Phía tây giáp xã Tân Thanh
- Phía nam giáp xã Liên Hà
- Phía bắc giáp xã Phúc Thọ.

Xã Hoài Đức có diện tích 39,26 km², dân số năm 2022 là 9.016 người, mật độ dân số đạt 229 người/km².

## Lịch sử
Ngày 24 tháng 10 năm 1987, Hội đồng Bộ trưởng ban hành Quyết định số 157-HĐBT về việc:
- Thành lập xã Hoài Đức thuộc huyện Đức Trọng trên cơ sở vùng kinh tế mới.
- Chuyển xã Hoài Đức thuộc huyện Đức Trọng về huyện Lâm Hà mới thành lập quản lý.

## Kinh tế
Kinh tế của xã chủ yếu là nông nghiệp: cà phê, tiêu, dâu tằm.
Giáo dục: Trên địa bàn xã có các cấp học từ tiểu học đến trung học phổ thông, bao gồm THPT Huỳnh Thúc Kháng, THCS Hoài Đức,... 
Dân cư: Dân cư của xã chủ yếu là người gốc Hà Nội đi kinh tế mới từ những năm 80.

## Giao thông
Xã có đường tỉnh 725 chạy qua.